# Loísmo
Il loísmo, o italianizzato in loismo, è una peculiarità di alcuni dialetti spagnoli che consiste nella sostituzione del pronome personale "le" (che rappresenta generalmente l'oggetto indiretto) con "lo" (riservato, nei dialetti non loisti, all'oggetto diretto). La Real Academia Española ha disapprovato il loísmo nel 1874 riconoscendolo come un volgarismo, per cui non è corretto l'uso "loísta" nello spagnolo normativo.

## Uso normativo
A volte cambia il significato delle frasi: quando un "loista" dice "lo pegué", un non-loista intende che "la cosa" riferita fu attaccata (con un adesivo) e non "colpita" — che è ciò che il "loísta" voleva dire. Per sapere se un complemento preceduto dalla preposizione "a", sia indiretto deve essere sostituito con "para"; allora, se il significato dell'enunciato seguita ad essere lo stesso, il complemento è indiretto. In caso contrario, è complemento diretto.
La lingua spagnola mantiene l'antica declinazione latina e l'uso dei casi latini nei pronomi personali, nonostante l'evoluzione della lingua spagnola verso l'eliminazione totale dei casi latini; ciò si riflette nel fatto che alcune persone hanno la tendenza a sopprimere la differenza funzionale tra il complemento diretto e quello indiretto tramite il genere.
Ciò si traduce nell'uso di "lo" e "los" in funzione di complemento (oggetto) indiretto; quando il referente è di genere maschile invece si ha "le" e "les". Viene prodotto dal parallelismo con il laísmo: "la" e "las" per il genere femminile; "lo" e "los" pera il genere maschile. Il "loísmo" è un fenomeno parallelo al laísmo e al leísmo, ma molto meno comune, dato che le entità in base a cui la norma laísta/leísta riferisce il pronome "lo" raramente svolgono il ruolo semantico abitualmente assegnato all'oggetto indiretto.
Il "le" indiretto è ambiguo; per evitare l'ambiguità si utilizza un secondo pronome con preposizione: "Dale un beso, a ella / a él" [dagli un bacio, a lei / a lui].